# Dichaetomyia splendida
Dichaetomyia splendida är en tvåvingeart som först beskrevs av Stein 1918.  Dichaetomyia splendida ingår i släktet Dichaetomyia och familjen husflugor.
Artens utbredningsområde är Sri Lanka. Inga underarter finns listade i Catalogue of Life.